# زندگینامه عمومی توکوگاوا یوشینوبو
زندگینامه عمومی توکوگاوا یوشینوبو، توکوگاوا یوشینوبو کودِن (به ژاپنی: 徳川慶喜公伝)، زندگینامه پانزدهمین شوگون، توکوگاوا یوشینوبو است که تحت رهبری شیبوساوا ای‌ایچی گردآوری و در سال ۱۹۱۸ منتشر شد (تایشو ۷). این کتاب پس از جنگ به شکل اصلی خود منتشر شد. این کتاب شامل ۴ جلد و ۳۵ فصل است و وقایع پیرامون توکوگاوا یوشینوبو را به ترتیب زمانی، از تولدش تا جانشینی‌اش در خاندان هیتوتسوباشی توکوگاوا، حبس او در خانه در نتیجه پاکسازی آنسی و انتصابش به عنوان شوگون، شرح می‌دهد. این کتاب با جزئیات و بر اساس منابع بسیاری نوشته شده است. این کتاب مطابق با دیدگاه‌های شیبوساوا ای‌ایچی و از موضعی بی‌طرفانه نوشته شده است، با در نظر گرفتن شرایط آن زمان و اطمینان از اینکه جانبداری از خانواده توکوگاوا را نشان نمی‌دهد. در پایان جلد چهارم، کتاب سرگرمی‌های توکوگاوا یوشینوبو، مانند هنر، عکاسی و شکار را شرح می‌دهد و همچنین در مورد چگونگی گذراندن زندگی روزمره او می‌گوید. علاوه بر این، تصویر روی جلد کتاب در ابتدای آن، تصاویری از توکوگاوا یوشینوبو و افرادی که با آنها در ارتباط بود را نشان می‌دهد. اگرچه توکوگاوا یوشینوبو در دوران آشفته اواخر دوره ادو زندگی کرد، اما به نظر می‌رسد که بقیه عمر خود را در آرامش گذراند. شیبوساوا ای‌ایچی در تدوین زندگینامه توکوگاوا یوشینوبو، قصد داشت آبروی توکوگاوا یوشینوبو را که در طول جنگ‌های اواخر دوره ادو لکه‌دار شده بود، بازگرداند. با این حال، توکوگاوا یوشینوبو در سال ۱۹۱۳ (تایشو ۲) قبل از اینکه بتواند تکمیل این اثر را ببیند، درگذشت. این اثر تا پنج سال پس از مرگ توکوگاوا یوشینوبو منتشر نشد. گفته می‌شود که شیبوساوا ای‌ایچی مراسمی برای تقدیم زندگینامه عمومی توکوگاوا یوشینوبو بر سر مزار او برگزار کرد و توکوگاوا یوشینوبو را از تکمیل آن مطلع ساخت.
یوشینوبو مایل به برجا گذاشتن این زندگینامه نبود اما شیبوساوا ای‌ایچی به او گفت: «اگر ما حقایق تاریخی را جمع‌آوری نکنیم و از خود آثار مکتوب به جا نگذاریم، این آثار به نسل‌های آینده به اشتباه معرفی خواهند شد.» 
در سال‌های پایانی عمر، شیبوساوا ای‌ایچی خود را وقف گردآوری زندگینامه ارباب سابقش، توکوگاوا یوشینوبو کرد. شیبوساوا، به عنوان یکی از ملازمان سابق شوگون‌سالاری، قویاً معتقد بود که یوشینوبو، که نگرش مطیعانه‌ای نسبت به دربار امپراتوری داشت، کسی بود که بیشترین سهم را در احیای میجی داشت. 
مورخ ژاپنی یوایچیرو آندو می‌گوید: « این کتاب‌ه  این دیدگاه تاریخی را تکرار می‌کنند که کِیکی به دربار امپراتوری وفادار ماند تا از طولانی شدن جنگ بوشین جلوگیری کند و انتقال آرام قدرت را تضمین کند.
مبارزه شیبوساوا برای بازگرداندن افتخار یوشینوبو تا زمان مرگش در سال ۱۹۳۱ ادامه یافت. دلیل اینکه شیبوساوا تلاش زیادی برای بازگرداندن آبروی یوشینوبو کرد این بود که او روند بدگویی از خانواده توکوگاوا، که پس از اصلاحات میجی به دست بازنده‌ها افتاده بودند، را خطرناک می‌دید. نه تنها به این دلیل که او به عنوان یکی از نوادگان سابق خانواده توکوگاوا نمی‌توانست این روند را تحمل کند، بلکه شاید از این بیم داشت که اگر در این روند تنها نظاره‌گر بماند، بازندگان تاریخ نسبت به برندگان کینه به دل بگیرند و کشور دچار تفرقه شود.

## بررسی اجمالی
گردآوری زندگینامه توکوگاوا یوشینوبو در ابتدا به روزنامه‌نگار گنیچیرو فوکوچی سپرده شد، اما کار به خوبی پیش نرفت و فوکوچی سرانجام بر اثر بیماری درگذشت. در نتیجه، کار در سال ۱۹۰۷ تحت نظارت مورخان سانجی میکامی و یوشیوکی هاگینو از سر گرفته شد و هشت جلد «زندگینامه توکوگاوا یوشینوبو» سرانجام در سال ۱۹۱۸ منتشر شد. جزئیاتی در مورد روند گردآوری و نگارش «زندگینامه توکوگاوا یوشینوبو» مشخص نیست. این گردآوری در ابتدا در محل سکونت شیبوساوا ای‌ایچی در فوکوزومی-چو، فوکاگاوا انجام شد و بعداً به دفتر ایچی در کابوتو-چو منتقل شد. پس از تکمیل گردآوری، اسناد و مدارک مربوط که در گردآوری استفاده شده بودند در دفتر کابوتو-چو نگهداری شدند، اما بیشتر آنها پس از چاپ در زلزله بزرگ کانتو که در سپتامبر ۱۹۲۳ رخ داد، سوختند. طبق سوابق تحقیقات پس از فاجعه، بیشتر سوابق و مدارک مربوط به گردآوری، مانند نسخه خطی (پیش‌نویس) «توکوگاوا یوشینوبو کو-دِن»، نسخه اصلی «یادداشت‌های کسویومی‌کای» که سابقه‌ای از مصاحبه با یوشینوبو است، و همچنین مطالب تاریخی، ادبیات و اسناد اداری و هزینه‌ای ذکر شده برای گردآوری، در این فاجعه سوزانده شدند. این پیش‌نویس‌ها که تنها بخش کوچکی از آنها باقی مانده است، هنوز در موزه یادبود شیبوساوا ای‌ایچی در آسوکایاما نگهداری می‌شوند.